# Marcha del Orgullo LGBT de Oporto
La Marcha del Orgullo LGBTI+ de Oporto (Marcha do Orgulho do Porto en portugués) es una manifestación de celebración y lucha por la igualdad de la comunidad LGBT, que se celebra en Oporto, Portugal, desde 2006.Se creó tras el asesinato de la inmigrante trans brasileña Gisberta Salce Júnior.

## Historia
La Marcha del Orgullo LGBT de Oporto se creó a raíz del asesinato de Gisberta Salce. La marcha comenzó en julio de 2006 en la Plaza 24 de Agosto de Oporto, para recordar a la mujer trans asesinada por un grupo de menores.En honor a Gisberta, se colocaron ramos de flores en el lugar donde fue encontrada muerta.
Muchos de los manifestantes portaban fotografías de Gisberta y otros exhibían pancartas con mensajes como "Soy transexual y no quiero que me asesinen", "No me avergüenzo, tengo razones" y "Educar sin discriminación", entre otros.
Al finalizar la marcha se leyó y distribuyó un manifiesto con las principales demandas de los organizadores de la iniciativa. El conjunto de demandas destacaba una profunda reestructuración del sistema de protección de menores en riesgo en Portugal y la inclusión explícita de la identidad de género en la legislación antidiscriminatoria y la protección en la legislación penal contra los delitos de odio motivados por la transfobia.

## Organización
La Marcha del Orgullo LGBTI+ de Oporto está impulsada por el Comité Organizador de la Marcha del Orgullo LGBTI+ de Oporto, o COMOP, formado por representantes de colectivos, asociaciones, partidos políticos y proyectos que trabajan con la comunidad LGBTI+ o luchan por los derechos humanos u otras causas. Se caracteriza por tener un carácter interasociativo, comunitario, voluntario y no comercial, con una organización diversificada con cerca de la mitad de organizaciones LGBTI+ y la otra mitad con otras organizaciones de derechos humanos (feministas, contra el racismo, etc.).
En 2022, la COMOP estaba compuesta por: Associação Sabre Comprender, SOS Racismo, A Coletiva, Coletivo Traça, Coletivo Tuga Pride, Comunidade Movimento Humanista, Projeto Auto-Estima, Projeto Anémona, Associação AMPLOS, Coletivo Feminismos sobre Rodas, Associação Gentopia, Coletivo Afrekete, Coletivo Porto Inclusive, Associação Rede Ex Aequo, PolyPortugal, Coletivo Panteras Rosas, AE Faculdade de Psicologia e Ciências da Educação do Porto, Grupo CaDiv y el Coletivo SheDecides.

## Consignas e historia
| Marcha | Fecha                   | Lema                                                                            | Detalles                                                                                              | Ref.         |
| ------ | ----------------------- | ------------------------------------------------------------------------------- | --- | ------------ |
| 1      | 8 de julio de 2006      | "Un presente sin violencia, un futuro sin diferencia"                           | Su tema fue "Derechos humanos" Fue motivado por el asesinato de Gisberta Salce                        | [ 6 ] [ 9 ]  |
| 2      | 7 de julio de 2007      | "Queremos igualdad, exigimos oportunidades"                                     | | [ 10 ]       |
| 3      | 12 de julio de 2008     | "La igualdad es fundamental. Educar es fundamental"                             | | [ 11 ]       |
| 4      | 11 de julio de 2009     | "En la alegría y en el dolor, lo que hace a las familias es el amor"            | | [ 12 ]       |
| 5      | 10 de julio de 2010     |                                                                                 | | [ 13 ]       |
| 6      | 7 de septiembre de 2011 |                                                                                 | | [ 14 ]       |
| 7      | 7 de junio de 2012      |                                                                                 | |              |
| 8      | 7 de junio de 2013      | "Ellos nos dan el cuerpo para la lucha, nosotros damos el cuerpo para la lucha" | | [ 15 ]       |
| 9      | 28 de junio de 2014     | "Con los hijos de la mano, luchando por la adopción"                            | | [ 16 ]       |
| 10     | 4 de julio de 2015      | "Violencia de género: en la cara que no se ve"                                  | | [ 17 ]       |
| 11     | 2 de julio de 2016      | "La transfobia mata"                                                            | | [ 18 ]       |
| 12     | 7 de enero de 2017      | "Resistiendo la Opresión"                                                       | | [ 19 ]       |
| 13     | 7 de julio de 2018      | "Destápate y trae tu lucha también"                                             | | [ 20 ]       |
| 14     | 7 de junio de 2019      | "Oporto no se rinde. El orgullo no se vende"                                    | | [ 21 ]       |
| 15     | 4 de julio de 2020      | "15 años en movimiento"                                                         | Debido a la pandemia de COVID-19, el evento se celebró en línea                                       | [ 22 ]       |
| 16     | 3 de julio de 2021      | "Orgullo en mi calle"                                                           | | [ 4 ]        |
| 17     | 25 de junio de 2022     | "Contra la Opresión, el Orgullo es Revolución"                                  | La ruta se centró en la Rua de Cedofeita. Esto fue seguido por una verbena en Largo Amor de Perdição. | [ 8 ] [ 23 ] |